# Salón de Alabarderos del Palacio Real de Madrid
El Salón de Alabarderos del Palacio Real de Madrid fue concebido por Sachetti como salón de baile o comedor de gala, pero el rey Carlos III lo convirtió en salón de los guardias que custodiaban el recinto.

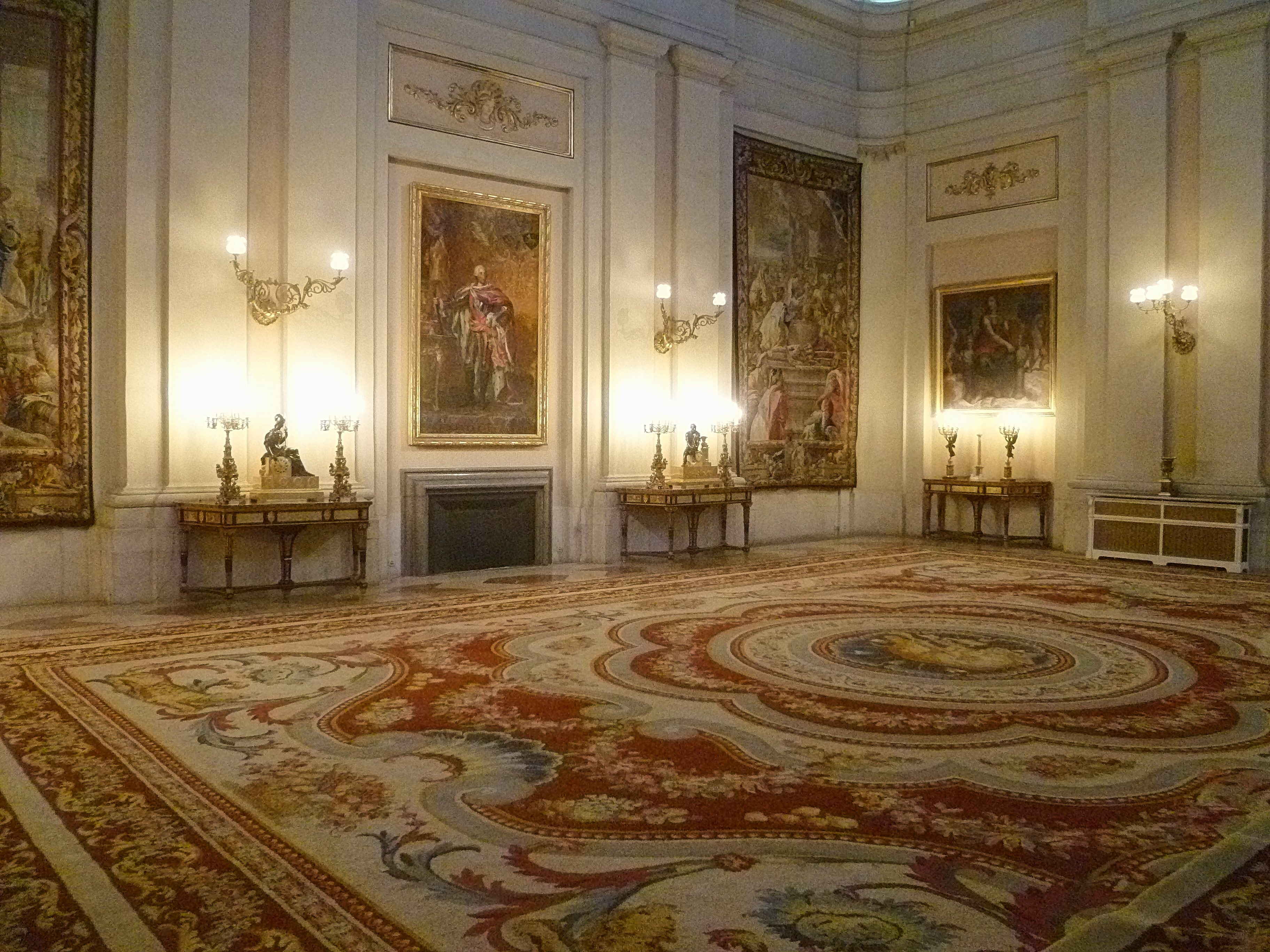
Salón de Alabarderos

La decoración está basada en un sencillo orden de pilastras toscanas y ramas de laurel hechas en estuco. Fue objeto de varias reformas, la primera de ellas en 1857 y continuada en 1880.
Destacan sobremanera los frescos que adornan sus muros. Giovanni Battista Tiepolo fue el encargado de decorar la estancia, realizando varias pinturas de carácter mitológico: Eneas conducido al templo de la Inmortalidad por sus virtudes y victorias, Venus encomendando a Vulcano que forje las armas para Eneas, temas que parecen aludir a la función militar del espacio pero también a la figura de Carlos III como guerrero victorioso y a su madre Isabel Farnesio como reina prudente y protectora.
En las paredes se exhiben tapices de la serie Historia de José, David y Salomón según cartones de Giaquinto y José del Castillo (que unas veces realizaron obra original y otras copiaron pinturas de Luca Giordano y Solimena), realizados por la Real Fábrica de Tapices, tibores de porcelana china del siglo XVIII y piezas de porcelana de la manufactura de Sèvres.
En este Salón se instalaba el Belén Napolitano del Palacio Real durante la época navideña.
Desde 2015 se expone en este salón el cuadro La familia de Juan Carlos I, pintado entre 1993 y 2014 por Antonio López García.